# Kot jawajski
Kot jawajski (Mandaryn) – rasa kotów powstała w wyniku skrzyżowania kota balijskiego i krótkowłosego kota orientalnego. Rezultatem krzyżówki jest zwierzę przypominające kota balijskiego, ale o jednolitej barwie sierści. Jako że przodkiem zwierzęcia jest kot balijski, nadano mu nazwę wyspy sąsiadującej z Bali – Jawy.

## Wygląd
Dobrze umięśniony kot o masie 2,5–5 kg. Sierść półdługa, jedwabista, bez podszerstka, po bokach ciała, na brzuchu i ogonie dłuższa. Występuje w barwach: czarna, brązowa, niebieska, liliowa, cynamonowa, płowa, ruda, kremowa, szylkretowa, dymna, może być także paskowana (tabby). Jeśli kot jest pasiasty nad oczami, występuje charakterystyczny znak w kształcie litery M. U wielu kociąt występuje rysunek na sierści, ale z wiekiem kolor zazwyczaj staje się jednolity. Głowa trójkątna, z dużymi uszami. Oczy zielone, o kształcie migdałów. Nogi długie, przednie nieco krótsze od tylnych, łapy małe, okrągłe. Ogon cienki i długi.

## Zachowanie
Koty jawajskie mają taki sam charakter jak ich przodkowie – koty orientalne. Są żywotne i chętne do zabawy, lubią polować. Ciekawskie i inteligentne, łatwo poddają się tresurze.